# Chiesa dei Santi Martino e Lorenzo (Ranco)
La chiesa dei Santi Martino e Lorenzo è la parrocchiale di Ranco, in provincia di Varese e arcidiocesi di Milano; fa parte del decanato di Sesto Calende.

## Storia
Si sa che nel Medioevo fu costruita una chiesetta dedicata a San Martino su un colle nei pressi di Ranco, attestata a partire dal XIII secolo.
Da un documento del 1563 si evince che la popolazione utilizzava una chiesetta dedicata a San Lorenzo in centro a Ranco e che l'antica chiesa di San Martino era semidistrutta; quest'ultima venne definitivamente soppressa nel 1579. Nel 1577 l'oratorio in paese fu ampliato e, nel 1581, consacrato dal cardinale san Carlo Borromeo. L'edificio fu rifatto nel XVII secolo; nel 1760 si ricostruì il presbiterio e, nel 1783, Ranco divenne parrocchia autonoma con territorio dismembrato da quella di Angera. Tra il 1811 e il 1813 fu eretto il campanile, nel 1897 venne costruita la nuova parrocchiale e, nel 1930, fu abbellito l'interno della stessa. Nel 1972 la chiesa, in seguito alla soppressione del vicariato foraneo di Angera, venne aggregata al decanato di Sesto Celende.